# Lista de campeões do DREAM

## Atuais campeões
| Divisão      | Campeão           | Desde                  | Defesas |
| ------------ | ----------------- | ---------------------- | ------- |
| Pesados      | Vago              |                        | 0       |
| Meio Pesados | Vago              |                        | 0       |
| Médios       | Vago              |                        | 0       |
| Meio Médios  | Marius Zaromskis  | 20 de Julho de 2009    | 1       |
| Leves        | Shinya Aoki       | 6 de Outubro de 2009   | 2       |
| Penas        | Hiroyuki Takaya   | 31 de Dezembro de 2010 | 2       |
| Galos        | Bibiano Fernandes | 31 de Dezembro de 2011 | 0       |

## Lista de Campeões

### Peso Pesado
acima de 93.5
| N°                                                           | Nome                                                       | Evento                                  | Data                   | Defesas |
| ------------------------------------------------------------ | ---------------------------------------------------------- | --------------------------------------- | ---------------------- | ------- |
| -                                                            | Alistair Overeem derrotou Todd Duffee pelo título interino | Dynamite!! 2010 Saitama, Saitama, Japão | 31 de dezembro de 2010 |         |
| O Título Interino ficou vago após Overeem assinar com o UFC. |                                                            |                                         |                        |         |

### Peso Meio Pesado
84 à 93 kg
| N°                                                | Nome                               | Evento                        | Data                   | Defesas                                                      |
| ------------------------------------------------- | ---------------------------------- | ----------------------------- | ---------------------- | ------------------------------------------------------------ |
| 1                                                 | Gegard Mousasi def. Tatsuya Mizuno | Dream 16 Nagoya, Aichi, Japan | 25 de setembro de 2010 | 1. derrotou Hiroshi Izumi no Dream 17 em 16 de Julho de 2011 |
| Título ficou vago após Mousasi assinar com o UFC. |                                    |                               |                        |                                                              |

### Peso Médio
76 à 84 kg
| N° | Nome                                  | Evento                          | Data                   | Defesas |
| --- | ------------------------------------- | ------------------------------- | ---------------------- | ------- |
| 1 | Gegard Mousasi derrotou Ronaldo Souza | Dream 6 Saitama, Saitama, Japão | 23 de setembro de 2008 |         |
| Título ficou vago após Mousasi se mudar para os meio pesados.                                                                |                                       |                                 |                        |         |
| Ronaldo Souza e Jason Miller fizeram uma luta "sem resultado" em 26 de Maio de 2009 no Dream 9 em uma luta pelo título vago. |                                       |                                 |                        |         |

### Peso Meio Médio
70 à 76 kg
| N° | Nome                                 | Evento                           | Data                | Defesas                                                                   |
| -- | ------------------------------------ | -------------------------------- | ------------------- | ------------------------------------------------------------------------- |
| 1  | Marius Zaromskis derrotou Jason High | Dream 10 Saitama, Saitama, Japão | 20 de julho de 2009 | 1. derrotou Kazushi Sakuraba no Dynamite!! 2010 em 31 de Dezembro de 2010 |

### Peso Leve
65 à 70 kg
| N° | Nome                                | Evento                             | Data                 | Defesas |
| -- | ----------------------------------- | ---------------------------------- | -------------------- | --- |
| 1  | Joachim Hansen derrotou Shinya Aoki | Dream 5 Osaka, Osaka, Japão        | 21 de julho de 2008  | |
| 2  | Shinya Aoki derrotou Joachim Hansen | Dream 11 Yokohama, Kanagawa, Japão | 6 de outubro de 2009 | 1. derrotou Tatsuya Kawajiri no Dream 15 em 10 de Julho de 2010 2. derrotou Satoru Kitaoka no Fight For Japan: Genki Desu Ka Omisoka 2011 em 31 de Dezembro de 2011 |

### Peso Pena
61 à 65 kg
Até 31 de Dezembro de 2010 a divisão de Penas do Dream era de 56 à 63.0 kg
| N° | Nome                                       | Evento                                  | Data                   | Defesas |
| -- | ------------------------------------------ | --------------------------------------- | ---------------------- | --- |
| 1  | Bibiano Fernandes derrotou Hiroyuki Takaya | Dream 11 Yokohama, Kanagawa, Japão      | 6 de outubro de 2009   | 1. derrotou Joachim Hansen no Dream 13 em 22 de Março de 2010 |
| 2  | Hiroyuki Takaya derrotou Bibiano Fernandes | Dynamite!! 2010 Saitama, Saitama, Japão | 31 de dezembro de 2010 | 1. derrotou Kazuyuki Miyata no Dream 17 em 16 de Julho de 2011 2. derrotou Takeshi Inoue no Fight For Japan: Genki Desu Ka Omisoka 2011 em 31 de Dezembro de 2011 |

### Peso Galo
57.1 à 61.2 kg
| N° | Nome                                        | Evento                                                              | Data                   | Defesas |
| -- | ------------------------------------------- | ------------------------------------------------------------------- | ---------------------- | ------- |
| 1  | Bibiano Fernandes derrotou Antonio Banuelos | Fight For Japan: Genki Desu Ka Omisoko 2011 Saitama, Saitama, Japão | 31 de dezembro de 2011 |         |

## Torneios
| Categoria    | Evento                | Data                   | Vencedor          | Vice                     |
| ------------ | --------------------- | ---------------------- | ----------------- | ------------------------ |
| Leves        | Dream 5               | 21 de Julho de 2008    | Joachim Hansen    | Shinya Aoki              |
| Médios       | Dream 6               | 23 de Setembro de 2008 | Gegard Mousasi    | Ronaldo Souza            |
| Meio Médios  | Dream 10              | 20 de Julho de 2009    | Marius Zaromskis  | Jason High               |
| Penas        | Dream 11              | 6 de Outubro de 2009   | Bibiano Fernandes | Hiroyuki Takaya          |
| Peso Aberto  | Dynamite!! 2009       | 31 de Dezembro de 2009 | Ikuhisa Minowa    | Rameau Thierry Sokoudjou |
| Meio Pesados | Dream 16              | 25 de Setembro de 2010 | Gegard Mousasi    | Tatsuya Mizuno           |
| Galos        | Dream: Japan GP Final | 26 de Julho de 2011    | Hideo Tokoro      | Masakazu Imanari         |
| Galos        | Dynamite!! 2011       | 31 de Dezembro de 2011 | Bibiano Fernandes | Antonio Banuelos         |

## Por Nacionalidade
Isso inclui os cinturões e os vencedores de torneios por nacionalidade.